# Lanheses
Lanheses (o Santa Eulália de Lanheses) és una vila portuguesa del municipi de Viana do Castelo, amb 10,04 km² d'àrea i 1.645 habitants (en el cens del 2011). La densitat de població n'és de 163,8 hab/km².
Des del final del s. XVII i la primeria del XIX, fou vila i seu de municipi, amb el nom de Vila Nova de Lanhezes.
Situada a l'est del seu actual municipi, de Viana, fa frontera amb el municipi de Ponte de Lima, i tots formen part de la regió coneguda com Ribeira Lima. Té de veïnes les freguesies de Fontão a l'est, Vila Mou a l'oest, Meixedo al nord i el riu Lima al sud. A l'altre marge es troba Moreira de Geraz do Lima.
Com a freguesia eclesiàstica, té com a patrona santa Eulàlia, i forma part de l'administració de l'arxiprestat de Vinha, que antigament pertanyia fins al 1444 al bisbat de Tui, a Galícia, després a l'administració apostòlica de Valença do Minho, que s'integrarà en el bisbat de Ceuta, més tard en el de Braga i hui en la diòcesi de Viana do Castelo.

## Algunes dades històriques
El 1801 tenia 1.790 habitants i 23 km².
Era un couto del Monestir de Sâo Salvador (a Sâo Salvador da Torre) en el seu origen medieval.
Deia el rector António Carvalho da Costa, al 1712, en la seua Corografia: "Santa Eulália de Lanhezes, abadia que presenta el Paço de Lanheses de la mateixa freguesia, de què són senyors el doctor Gonçalo Mendes de Brito, desembargador, i superintendent del tabac a Lisboa, i son germà Francisco de Abreu Pereira, sergent major de la Comarca de Barcelos. La Casa dels Rochas de Meixedo, diuen, té alternativa en aquesta hisenda; rendeix quatre-cents mil reis, i té cent setanta veïns".
"Ací es fa bona teula, i hi ha ruïnes de fortificació on anomenen Calvindo, que tingué grans mines d'estany, i se'n veuen encara les coves obertes, en què es troba bromerada de material.
Aquestes mines són diverses i n'hi ha en diferents llocs, i els vestigis encara hui en subsisteixen, però les més extenses comprenen les anomenades "Olas" o "Zolas", unes antiquíssimes explotacions a cel obert, i la més fonda s'anomena "Cova de la Moura", en túnel.

## Vila Nova de Lanheses
Amb estatut de llogaret arriba a ser vila i seu de municipi, al 1793 amb la designació de Vila Nova de Lanhezes, i és eliminat al 1835 en el marc d'una reforma administrativa nacional.
S'expandeix geogràficament el 1796, quan és seu de municipi. Més enllà de Lanheses, aquest municipi incloïa les freguesies de Fontão, Meixedo i Vila Mou.
El marqués de Ávila i Bolama refereix, el 1914, que Lanheses "fou creada vila… pels molts i valuosos serveis prestats pel Dr. José Ricalde Pereira de Castro, cavaller, desembargador del Paço, canceller major del Regne, i se li donà el patrimoni d'interés i heretat, d'aquesta i altres freguesies, que se li annexaren per formar-ne el municipi, i en pagament del de Lindoso, que ja posseïa, al seu nebot, Sebastião de Abreu Pereira Peixoto, 10é senyor de la Casa del Paço i del patronatge de l'església de Lanheses…"
La descendència dels senyors de Lanheses va recaure per via femenina i noces en els comtes d'Almada, que encara manté com a propietat el Paço de Lanheses.
Com era costum, aquesta vila tenia seu de la cambra municipal, tribunal i presó, i també l'anomenat "judici ordinari". Aquest, el 1839, pertanyia a la comarca de Ponte de Lima, i figura, el 1852, en la comarca de Viana do Castelo.
La fira mercantil, que encara s'hi manté quinzenalment en dissabte, fou duta de Ferreira, a Meixedo.

## Camí de Sant Jaume
Hi ha diferents registres històrics, arqueològics i artístics que documenten que aquesta freguesia era privilegiada per a qui volia viatjar cap a Galícia.
Hi ha un pont romànic, en una zona més pantanosa, per als que es desplaçaven des del riu Lima o per als que s'hi dirigien. I, com a prova de l'antiguitat d'aquest flux, s'hi descobriren dues piragües anteriors a aquesta època, i més tard una altra.
Sabem per un gravat del segle xviii que s'instituí la pràctica de pagar passatge a un barquer que prestava servei als viatgers que pretenien travessar el riu. Així va ser fins al 1981, en què s'inaugurà el pont de circulació automòbil sobre el riu Lima.
També s'esmenten en els llibres de Registre Parroquial de Lanheses dos pelegrins estrangers que van morir i foren enterrats en aquesta freguesia quan recorrien el camí de Sant Jaume que per ací passava.

## Patrimoni monumental
- Creu de terme de Lanheses
- Paço de Lanheses
- Església Parroquial de Lanheses on es troba el Túmul dels Ricaldes
- Capella de Nosso Senhor do Cruzeiro
- Capella de Nossa Senhora da Esperança
- Capella de Santo Antão
- Pont de Linhares
- Pont do Arquinho
- Pont do Olho o Pont Romà, com s'anomena localment
- Complex miner das Olas

## Població
| Població de la freguesia de Lanheses | Població de la freguesia de Lanheses | Població de la freguesia de Lanheses | Població de la freguesia de Lanheses | Població de la freguesia de Lanheses | Població de la freguesia de Lanheses | Població de la freguesia de Lanheses | Població de la freguesia de Lanheses | Població de la freguesia de Lanheses | Població de la freguesia de Lanheses | Població de la freguesia de Lanheses | Població de la freguesia de Lanheses | Població de la freguesia de Lanheses | Població de la freguesia de Lanheses | Població de la freguesia de Lanheses |
| ------------------------------------ | ------------------------------------ | ------------------------------------ | ------------------------------------ | ------------------------------------ | ------------------------------------ | ------------------------------------ | ------------------------------------ | ------------------------------------ | ------------------------------------ | ------------------------------------ | ------------------------------------ | ------------------------------------ | ------------------------------------ | ------------------------------------ |
| 1864                                 | 1878                                 | 1890                                 | 1900                                 | 1911                                 | 1920                                 | 1930                                 | 1940                                 | 1950                                 | 1960                                 | 1970                                 | 1981                                 | 1991                                 | 2001                                 | 2011                                 |
| 1 191                                | 1 140                                | 1 073                                | 1 028                                | 1 200                                | 1 161                                | 1 218                                | 1 515                                | 1 816                                | 1 810                                | 1 684                                | 1 594                                | 1 676                                | 1 740                                | 1 645                                |